# بن کنونی+نده
چهارچوب بن مضارع امدن + "نده" یکی از شناخته‌شده‌ترین روش‌های ساخت واژه از روی بن‌ها است. این پسوند سازندهٔ نام فاعل یاکننده می‌باشد.

## چهارچوب
بن کنونی + نده
هنگامی که در زندگی روزانه، واژه‌های راننده، خواننده، ریزپردازنده، بافنده، کشنده جای خود را به‌خوبی باز کرده‌اند، می‌توان واژه‌های بیشتری را از این پسوند فاعلی ساخت. تفاوت اصلی «نده» با پسوندهای دیگر مانند "اک"، "ا" و... همه‌گیر بودن آن است؛ یعنی شمار بیشتری از این واژه‌ها با این چارچوب برای فارسی امروز به‌جا مانده‌است و مغز آدمی خودبه‌خود می‌تواند معنی واژه‌ای را که در ته آن «نده» است حدس بزند.
نزدیک‌ترین چهارچوب بن کنونی + "نده"، چهارچوب [بن کنونی + "ان"] است (گریزان، باران و روان)، که تفاوت بنیادیِ آن با پسوند «نده» در آن است که «نده» بیشتر به حالت انجامیِ یک کار در هم‌اکنون اشاره دارد؛ ولی «ان» دورهٔ زمانیِ درازتری را دربرمی‌گیرد و بیشتر تأکیدش بر روی دارندهٔ ویژگی است. برای نمونه، گریان یعنی دارای حالت گریه.
غرنده یعنی کسی که دارد می‌غرد؛ ولی غران اشاره به حال غریدن دارد. زیبنده نیز به معنی لایق و سزاوار و شایسته است، و زیبا به معنی دارای ویژگی زیبندگی (زیبیدن) و قشنگ و به‌اصطلاح خوشگل است.
بارنده یعنی «(ابری) که در حال باریدن است»، ولی باران حالتِ هوا را بیان می‌دارد.
همچنین ساختارهای دیگری نیز از این ساختار زاده می‌شوند که معانی بسیار جدایی از این ساختار دارند.
بن کنونی + "ندگی": که می‌تواند نشانگر یک کنش باشد؛ مانند رانندگی، دوندگی، سازندگی، بخشندگی، بافندگی.
بن کنونی + "ندگان": که دربرگیرندهٔ دستهٔ همه‌گیر از انجام‌دهندگان آن کار است: خزندگان (دستهٔ جانوری)، پرندگان، شنوندگان، بینندگان.

## واژه‌های پرکاربرد
فهرست زیر شمار بیشتری از واژه‌ها را نشان می‌دهد.
تازنده: مهاجم، حمله‌ور

کُشنده: [مرگبار]، خطرناک، دهشتناک

بخشنده: [آمرزگار، مهربان]، رحیم، سخاوتمند، فیاض، کریم، نعیم، سخی

فریبنده: اغواکننده

رهننده: [بوختار]، منجی، [ناجی]

تابنده: [تابان، درخشان، نورانی]، براق، مشعشع

گذرنده: عابر، عبورکننده، transient

دربردارنده: [دارا]، حامل، حاوی، شامل

بازدارنده: مانع، موانع

کوچنده: مهاجر

افزاینده: [فزاینده]، مکثِّر، صعودی

دارنده: مالک، صاحب، ارباب

سازنده: مبدع، خالق

نماینده: [جانشین]، وکیل، کفیل

## واژه‌های آشنا
پوینده: [پرجنب‌وجوش]، ناساکن، فعال، متغیر

پژوهنده: [جستجوگر]، [تحلیل‌گر، پژوهشگر]، محقق

چرخنده: روتور، سیار

نگرنده: شاهد، متوجه، ملتفت

خواهنده: متقاضی، مدعی، [گدا (فارسی کهن)]

آراینده: تنظیم‌کننده، رگولاتور

باشنده: موجود، حاضر

زیبنده: لایق، [شایسته، سزاوار]

ارزنده: نفیس، مقرون‌به‌صرفه، گران‌قدر

پرسنده: طالب، سؤال‌گر، سائل

بسنده: کافی، قانع

آفریننده: [وسپار]، مولد، خالق، تولیدکننده

آموزنده: مفید

فرساینده: [خسته‌کننده]، تحلیل‌برنده

آینده: آتی، آتیه، بعدها، بعدی؛ [همچنین در فارسی کهن: در حال آمدن]

شتابنده: [دستپاچه، ناآرام، شتابزده]، سریع، عجول

فرستنده: ارسال‌کننده، انتقال‌دهنده، منتقل‌کننده

فروشنده: کاسب

بیننده: مشاهده‌گر

## واژه‌های کم‌کاربرد
واژه‌های زیر هرچند برپایهٔ این چهارچوب ساخته شده‌اند، ولی در گفتار و نوشتارِ مردم کاربرد چندانی ندارند. می‌توان با به‌کاربردن آن‌ها به زنده‌کردن خودشان و بن‌هایشان یاری رساند:
باورنده: مطمئن

آگاهنده: خبررسان

واکاونده: تحلیل‌گر، آنالیزر

اخمنده: بداخلاق

همبندنده: ارتباط، کانال؛ [با «همبند» در «بافتِ همبند» قابل مقایسه است.]

ماننده: مرتبط، مشابه

پیش‌آینده/ پیشآینده: محتمل

پایدارنده: مبارز، مقاوم

گزارنده: شرح‌دهنده، بیان‌کننده، ارائه‌دهنده، توصیف‌کننده

دیرنده: [پابرجا]، بادوام

پیروزنده: موفق، مظفر

تواننده: قادر

بازبیننده: ناظر، مرورکننده

پذیرنده: حاضر

هوشنده: متفکر

همنده: جامع، جمع‌کننده

چخنده: معترض

انجامنده: اجراکننده، مجری، عامل

هراساننده: [ترسناک]، مخوف، وحشتناک، هولناک

زداینده: [فرشوکرت]، حذف‌کننده

رخشنده: شفاف، براق

یارنده: کمک‌کار، کمک‌دست، [امدادگر]

پیامنده: مخبر

هناینده: مؤثر

سُهنده: حس‌کننده، درک‌کننده

کراننده: [مرزبندنده]، محدودکننده، مشخص‌کننده، تعیین‌کننده، حدگذارنده

راینده: برنامه‌ریز، برنامه‌نویس

انگارنده: فرض‌کننده

شناسنده: مطّلع، معلم

سپرنده: طی‌شونده

زیَنده: ساکن، مقیم

باینده: موجب، باعث

خشمنده: عصبانی

نکوهنده: منتقد، معترض

رمبنده: خرابکار

بررسنده: تحقیق‌گر، [محقق، پژوهش‌گر]